# Lilver Tovar Luna
Lilver Tovar Luna (Caracas, 11 de diciembre de 1979) es una actriz, activista, empresaria, productora e influencer venezolana. Es la fundadora y presidente de Doctor Yaso, una iniciativa de voluntariado y pro-derechos humanos de Latinoamérica. 
Estudió actuación en la Escuela Superior de Artes Escénicas Juana Sujo, tuvo la oportunidad de trabajar en producciones del Grupo Actoral 80, dirigido por Héctor Manrique y en Art-o de Caracas. En televisión, tuvo roles en las telenovelas Válgame Dios de Mónica Montañes y en De Todas Maneras Rosa, ambas producciones de Venevisión. En 2005 crea la compañía Akeké Circo-Teatro, hoy Akeké Producciones de donde nacen los espectáculos: Improvisto, Match de Improvisación, Improchamos y Furi-Firi; en donde tuvo roles de actriz, productora y directora.
A lo largo de su carrera teatral, ha formado parte de espectáculos como Picasso en La Liebre Veloz, Baktún de la Nueva Raza, ¿Dónde está el autor?, La Caja Mágica, Las Aves e Improvisaciones Mínimas. Asimismo, Lilver ha participado en la gran pantalla en dos largometrajes: Papita 2da Base y El vampiro del lago. También realizó doblajes para la compañía Etcétera Group entre 2000 y 2012. 
En 2005 Lilver fundó Doctor Yaso, una organización de voluntarios dedicados a traer alegría a pacientes de hospitales en Venezuela utilizando la herramienta del Payaso Humanitario. Desde entonces, la organización se ha expandido pasando a tener presencia en 25 ciudades del país y a contar con equipos en Panamá, República Dominicana, Costa Rica, Colombia, Argentina y EE. UU. Doctor Yaso ya no sólo visita hospitales sino también ancianatos, orfanatos, comunidades, entre otros. Por su labor al frente de esta organización, Lilver fue finalista en el Concurso de Emprendedor Social del Año de las fundaciones Schwab y Venezuela Sin Límites, en sus ediciones de 2010, 2011 y 2012, ganando además el Premio Especial de la Prensa de dicho concurso en 2013. También fue nominada a la Red de Líderes Globales Jóvenes del Foro Económico Mundial (2014) y recibió el premio “Ten Outstanding Young Persons” de la JCI (2014). 
Lilver fue incluida en el ranking las 100 líderes de la Sociedad según la  Revista Gerente en sus listados del 2015, 2016 y 2017. Recibió la Orden al Mérito Dra. Lya Imber de Coronil en 2016, de la mano de la Sociedad Venezolana de Puericultura y Pediatría por su destacada labor en pro de la salud de los niños y adolescentes de Venezuela. Además ejerce como Consejera de Lactancia Materna para la UNICEF y la OMS. También obtuvo el reconocimiento de Aserca Airlines y SBA Airlines como uno de los 12 venezolanos más destacados en el marco del primer aniversario de su Revista Cóndor (2016). La Sociedad Venezolana de Coaching la reconoció como una de los 15 venezolanos que inspiran en 2018. También fue galardonada con el Premio a la Excelencia Luisa Cáceres de Arismendi que concede la Fundación Mundo Bondad y Only Tickets Eventos en 2019. 
Desde 2015 forma parte de la Junta Directiva de la Cámara Venezolana de las Franquicias-PROFRANQUICIAS. Lilver forma parte de la red de Mujeres Líderes de Iberoamérica avalada por la Fundación Ciencias de la Documentación. Desde 2019, Lilver lidera el movimiento de Mujeres Anónimas, una iniciativa social destinada a promover la historia de mujeres que han superado numerosos desafíos para alcanzar el éxito en sus vidas y carreras. Con esto, Lilver aseguró que busca visibilizar la realidad de las mujeres en Latinoamérica. Afirma que busca que cada mujer encuentre su propósito y luche por él pero, que se atrevan a vivir e invertir en ellas mismas. Como parte de la iniciativa creó un podcast homónimo en el cual ha contado con invitadas como la ginecobstetra Carmen Mujica; la pediatra Marielly Herrera Maimone; las periodistas Endrina Yépez, Beatriz Lugo, Mari Montes, Mónica González y Marcy Alejandra Rangel; la escritora Mónica Montañes; las actrices Abril Schreiber y María Elena Heredia; la fundadora de Senos Ayuda, Bolivia Bocaranda, entre otras.

## Vida privada
Lilver es hija del entrenador y periodista deportivo Julio César Tovar, recientemente exaltado al Salón de la Fama del Atletismo y de la entrenadora deportiva Elba Luna.